# Кохановский, Дмитрий Иосифович
Дми́трий Ио́сифович Кохано́вский (1914, Казатин — 12 марта 1992 года, Израиль) — старший сержант Красной Армии, участник Великой Отечественной войны, полный кавалер ордена Славы награждённый пятью орденами Славы; лишён всех званий и наград в связи с осуждением.

## Биография
Дмитрий Кохановский родился в 1914 году в городе Казатине (ныне — Винницкая область Украины) в рабочей семье. Проживал и работал в Киеве. Женился.  В июне 1941 года был призван на службу в Красную Армию и направлен на фронт.  
Оставшиеся в оккупации его пятилетняя дочь и жена погибли в трагедии в Бабьем Яру. Родители и другие родственники были уничтожены айнзацкомандой на окраине Казатина.
Дмитрий Кохановский участвовал в Сталинградской битве. В боях два раза был ранен. К лету 1944 года воевал в составе 117-й отдельной разведроты 41-й стрелковой дивизии 1-го Белорусского фронта.
В ночь с 10 на 11 июня 1944 года в районе деревни Светоцен Любомльского района Волынской области Украинской ССР Д. Кохановский в составе разведывательной группы из засады атаковал группу из 20 немецких солдат. Большинство солдат противника было уничтожено, один захвачен в плен, а остальные бежали. Приказом по частям 41-й стрелковой дивизии (№ 81/н) от 11 июня 1944 года Д. Кохановский был награждён орденом Славы 3-й степени.
В ночь с 24 на 25 июня 1944 года в районе села Мировичи Турийского района Волынской области Д. Кохановский во главе группы прикрытия переправился через реку Турью и проник в расположение противника. Пока бойцы группы захватывали языка и отходили, он отвлекал вражеский огонь на себя, обеспечив успешное выполнение боевой задачи. 26 июня был представлен к ордену Отечественной войны 2-й степени, но командир дивизии изменил награду на орден Славы 2-й степени. Приказом по войскам 69-й армии от 10 августа 1944 года (№ 76/н) Д. Кохановский был награждён орденом Славы 2-й степени.
В ночь со 2 на 3 июля в районе деревни Гайки Любомльского района Кохановский автоматным огнём уничтожил одного солдата противника и взял в плен ещё одного, доставив его в штаб. Приказом по войскам 69-й армии от 18 августа 1944 года (№ 96/н) Д. Кохановский был награждён вторым орденом Славы 2-й степени.
В ночь с 6 на 7 августа Д. Кохановский первым из группы захвата ворвался во вражескую траншею, убив двух солдат противника. В бою получил ранение, но остался в строю. В результате боя в плен были взяты 2 языка, 17 солдат и офицеров противника уничтожены. После этого боя был представлен к награждению орденом Красной Звезды. В наградном листе отсутствовали сведения об уже состоявшихся награждениях орденом Славы 2-й степени, и командир дивизии опять изменил статус награды. В результате приказом по войскам 69-й армии от 30 сентября 1944 года (№ 196/н) Д. Кохановский был награждён третьим орденом Славы 2-й степени.
Тем не менее вручён Д. Кохановскому был только один орден Славы 2-й степени, полученный по приказу от 10 августа. В дальнейшем он участвовал в Варшавско-Познанской и Берлинской операциях, форсировании Вислы и Одера.
19 апреля 1945 года во время прорыва вражеской обороны на плацдарме на западном берегу Одера в районе города Лебус Д. Кохановский несмотря на массированный вражеский артиллерийский и миномётный огонь первым ворвался в расположение противника и забросал гранатами гарнизон дзота. Прямо на поле боя оказал первую медицинскую помощь троим получившим тяжёлые ранения.
Указом Президиума Верховного Совета СССР от 15 мая 1946 года за «отвагу и геройство, проявленные в боях с немецкими захватчиками в Великой Отечественной войне», старший сержант Дмитрий Иосифович Кохановский был награждён орденом Славы 1-й степени, став полным кавалером ордена Славы, однако этот орден ему вручён не был.
29 апреля 1945 года в районе города Шторков Д. Кохановский ворвался в захваченный войсками противника дом, уничтожил пулемётный расчёт и захватил пулемёт. За отличие в этом бою он был награждён орденом Красной Звезды.
После окончания войны Д. Кохановский продолжил службу в Группе советских оккупационных войск в Германии. В начале июня 1945 года узнал подробности гибели семьи в Киеве и в Казатине. В июле 1945 года он в группе с другими красноармейцами совершил несколько преступлений против мирного немецкого населения, мотивируя это местью за погибшую семью. В августе 1945 года военным трибуналом 94-й гвардейской стрелковой дивизии по статьям «грабёж» и «изнасилование» Дмитрий Кохановский был приговорён к четырём годам исправительно-трудовых лагерей. Летом 1947 года он был освобождён по амнистии. Вернулся в Киев, стал работать слесарем завода Киевполиграфмаш, был стахановцем, несколько раз был премирован. С марта 1948 года ходатайствовал о возвращении наград, изъятых при аресте. Указом Президиума Верховного Совета СССР от 10 мая 1949 года «в связи с совершением преступления, порочащего звание орденоносца», Д. Кохановский был лишён орденов Славы 2-й и 3-й степени и Красной Звезды. Когда стало известно, что он был награждён ещё орденом Славы 1-й степени и двумя орденами Славы 2-й степени, Указом Президиума Верховного Совета СССР от 6 марта 1953 года Д. Кохановский был лишён и этих наград.
В 1990 уехал в Израиль, где умер и похоронен.